# Снарк Лупикайна
Снарки Лупикайна (англ. Loupekine snarks) — это два снарка, оба с 22 вершинами и 33 рёбрами. Для этих снарков встречается также название Снарки Голдберга — Лупикайна. Название «снарки Лупикайна» ввёл Айзекс в статье 1978 года, в которой он описал их построение.
Снарки Лупикайна нашли независимо Колльер и Шмейхель в 1978 году и ошибочно посчитали их «двумя новыми кубическими гипогамильтоновыми графами».

## Построение
В 1976 году Фёдор Лупикайн создал метод построения новых снарков из уже известных, в частности, приведённые в данной статье снарки можно получить этим построением из графа Петерсена.
Первый снарк Лупикайна можно описать следующим образом (используя синтаксис Sage):
lou1 = Graph({1:[2,3,4],
5:[6,10],6:[7],7:[8],8:[9],9:[10],
11:[16,12],12:[13],13:[14],14:[15],15:[16],
17:[2,5,16],18:[2,10,11], 19:[3,7,12],20:[3,6,13], 21:[9,4,14],22:[4,8,15]}).
Второй снарк Лупикайна получается (с точностью до изоморфизма) путём замены рёбер 5–6 и 11–12 на рёбра 5–12 и 6–11 в первом графе. 

## Свойства
Оба снарка имеют одни и те же инварианты (как видно выше в информационных блоках). Множеством всех автоморфизмов графа является диэдральная группа {\displaystyle D_{6}}. Орбиты под действием группы {\displaystyle D_{6}}:
1
2,3,4
17, 18, 19, 20, 21, 22
5, 6, 7, 8, 9, 10, 11, 12, 13, 14, 15, 16
Характеристические многочлены снарков отличаются и равны
{\displaystyle \chi _{1}=(x-3)(x+2)^{3}(x^{3}+x^{2}-4x-2)(x^{3}-2x^{2}-x+1)^{2}\cdot (x-2)(x^{2}+2x-2)(x^{3}-3x+1)^{2}}
{\displaystyle \chi _{2}=(x-3)(x+2)^{3}(x^{3}+x^{2}-4x-2)(x^{3}-2x^{2}-x+1)^{2}\cdot x(x^{2}-2)(x^{3}-5x+3)^{2}}